# Trini Dem Girls
«Trini Dem Girls» (рус. «Тринидадские девчонки») — песня американской хип-хоп-исполнительницы Ники Минаж с её третьего студийного альбома The Pinkprint. Песня была отправлена на американские радиостанции в качестве седьмого и последнего сингла с альбома 1 сентября 2015 года.

## Предпосылки
«Trini Dem Girls» записана в жанре хип-хоп с элементами карибской музыки, в песне Ники поёт о «прелестях» карибских девушек. Песня записана при участии американского R&B-исполнителя Lunchmoney Lewis, который исполняет припев песни.
Песня была написана Ники Минаж и Lunchmoney Lewis в соавторстве с американскими продюсерами и композиторами Лукашом Готвальдом (Dr. Luke), Cirkut, Александром Васкезом, Lunchmoney Lewis, Джереми Коулманом, Theron Thomas, Генри Вольтером и Джейкобом Хиндлином.

## Живые исполнения
Ники исполнила песню на премии MTV Video Music Awards 2015, в попурри с песней «The Night is Still Young» и песней певицы Тейлор Свифт «Bad Blood». Песня также была включена в сет-лист концертного тура Ники «The Pinkprint tour».

## Видеоклип
Ники писала в Твиттере, что она собиралась снимать на эту песню видеоклип, однако он так и не вышел, и о нём ничего не известно.

## Позиции в чартах
| Чарты (2015)                                          | Позиция |
| ----------------------------------------------------- | ------- |
| US Rhythmic (Billboard)                               | 36      |
| US Bubbling Under Hot R&B/Hip-Hop Singles (Billboard) | 1       |

## История релиза
| Страна | Дата                  | Формат         |
| ------ | --------------------- | -------------- |
| США    | 1 сентября, 2015 года | Rhythmic radio |